# Nhà thờ chính tòa La Laguna
Nhà thờ chính tòa San Cristóbal de La Laguna hay Catedral de Nuestra Señora de los Remedios (Santa Iglesia Catedral de San Cristóbal de La Laguna trong tiếng Tây Ban Nha) là nhà thờ chính tòa công giáo ở Tenerife, Tây Ban Nha. Nhà thờ bắt đầu được xây dựng năm 1904 và hoàn thành năm 1915. Nhà thờ được cung hiến cho Đức Mẹ đồng trinh Los Remedios (vị thánh bảo trợ của Giáo phận Giáo hội Công giáo Roma San Cristóbal de La Laguna). Nhà thờ này là một trong những nhà thờ quan trọng nhất trên Quần đảo Canaria.
Nhà thờ chính tòa nằm ở khu vực lịch sử của thành phố La Laguna, được UNESCO công nhận là di sản thế giới năm 1999. Phong cách nhà thờ gồm kiến trúc Tân cổ điển, kiến trúc Gothic Phục Hưng và kiến trúc Phục Hưng. Các yếu tố đại diện quan trọng nhất của nhà thờ này là mặt tiền Tân cổ điển, lấy cảm hứng từ nhà thờ chính tòa Pamplona và mái vòm, nổi bật giữa khung cảnh thành phố.

## Lịch sử
Vào năm 1511, ở khu vực tòa nhà hiện tại (Plaza Albino Monk) một tu viện được xây dựng nên. Có nhiều dấu hiệu cho thấy nơi đó từng là nghĩa địa của người Guanche. Nhà thờ nhỏ thay thế năm 1515 bằng một công trình xây dựng lớn được cung hiến cho Đức Mẹ đồng trinh Los Remedios theo phong cách Mudejar, với một tháp được xây thêm vào năm 1618. Nhà thờ này đã trở thành nhà thờ chính tòa vào năm 1819, khi giáo phận La Laguna được thành lập.

## Hình ảnh

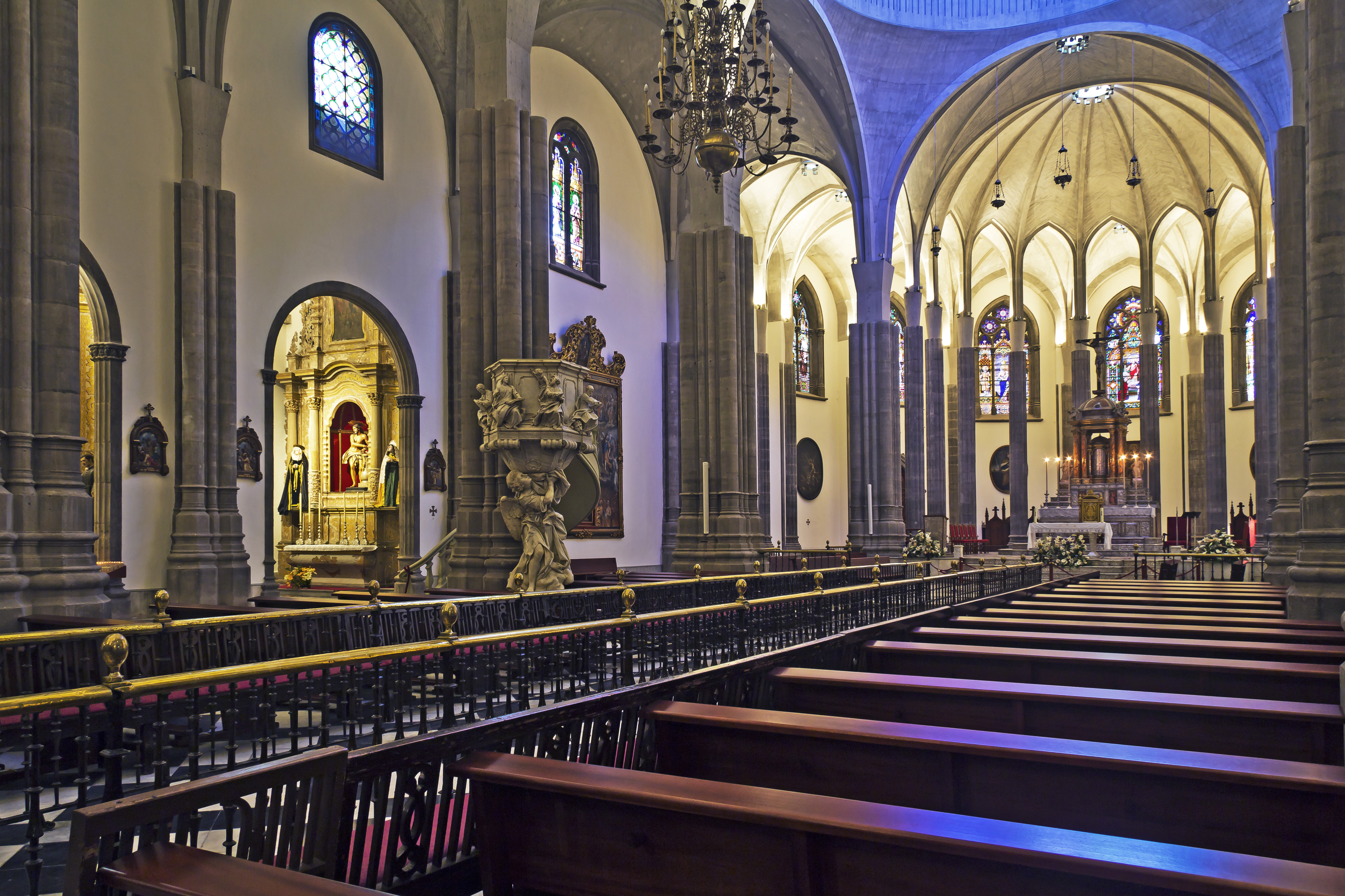
Bên trong nhà thờ chính tòa
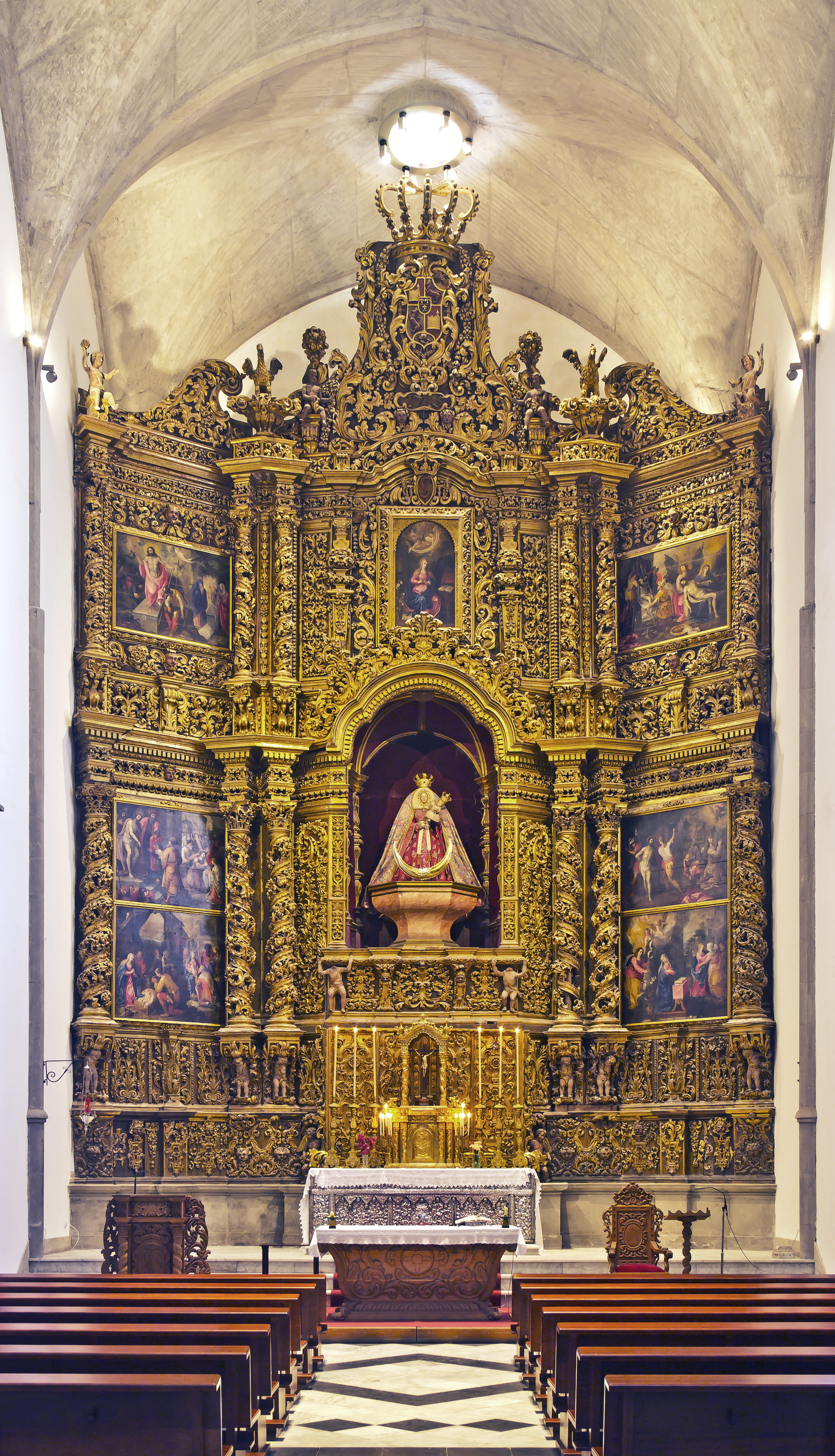
Bàn thờ kiểu baroque của Đức Mẹ đồng trinh Los Remedios
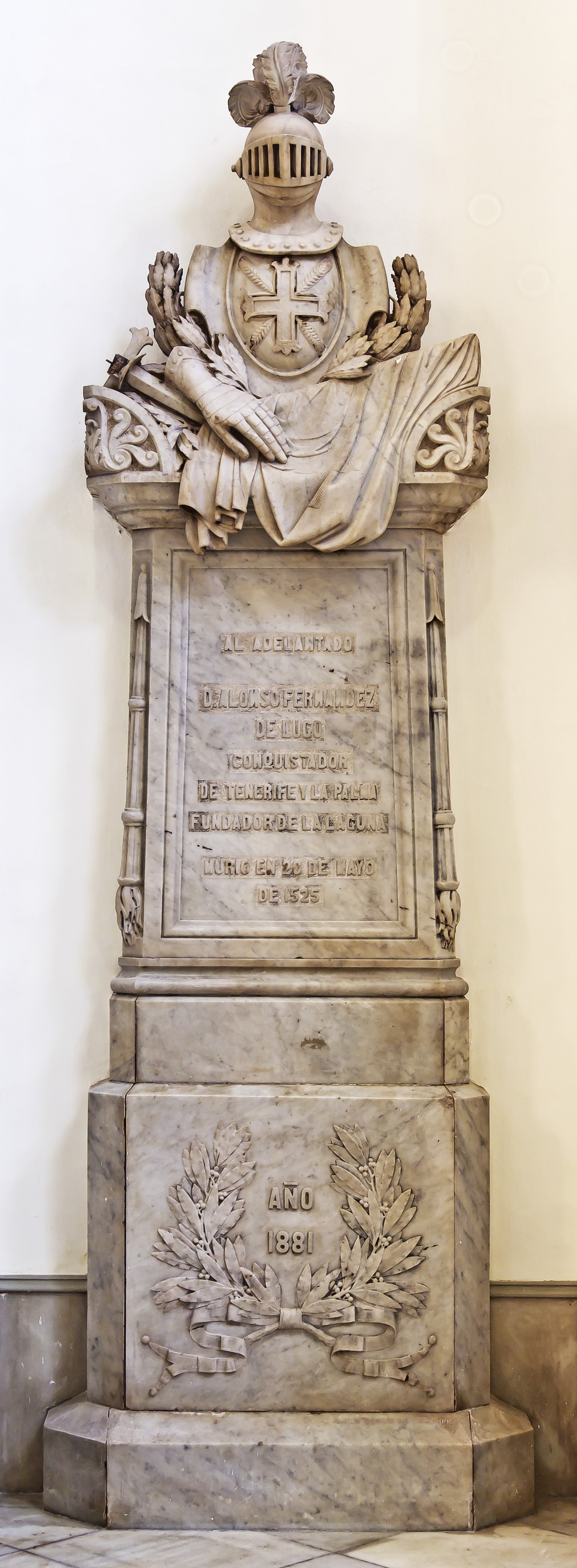
Mộ Alonso Fernández de Lugo, người chinh phục quần đảo và sáng lập thành phố
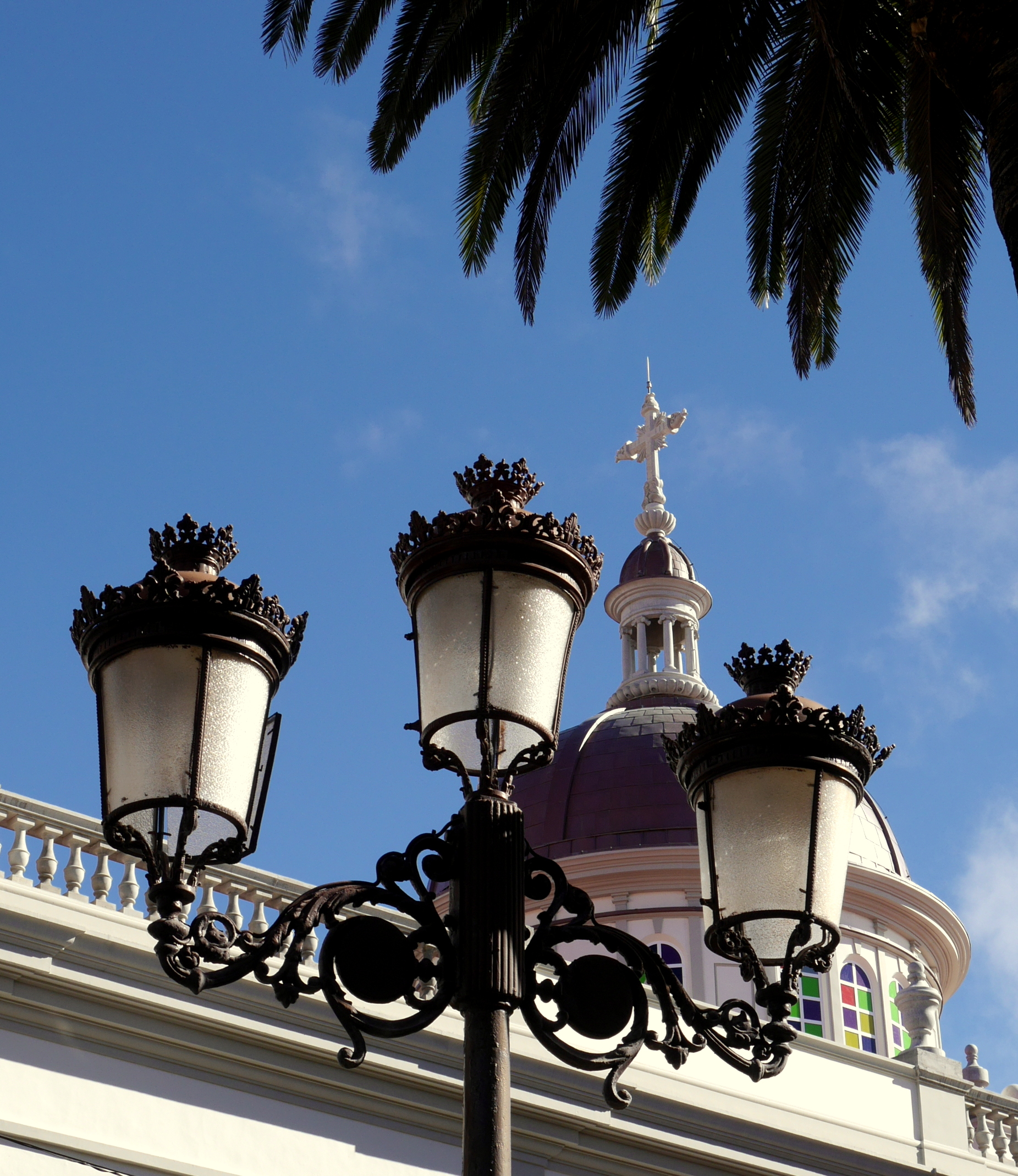
Mái vòm nhà thờ chính tòa
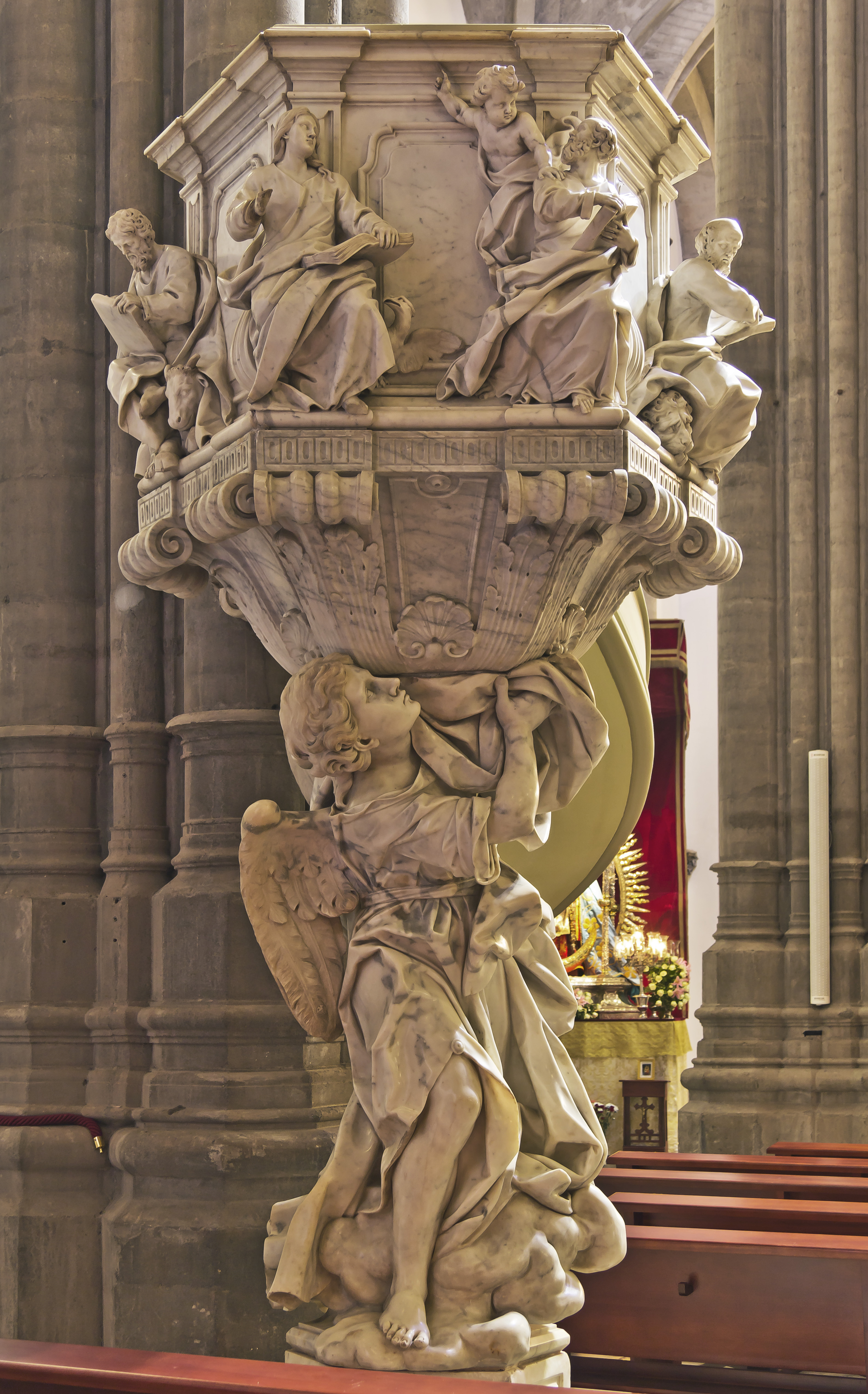
Bục giảng kinh bằng đá cẩm thạch, do Pasquale Bocciardo thiết kế.
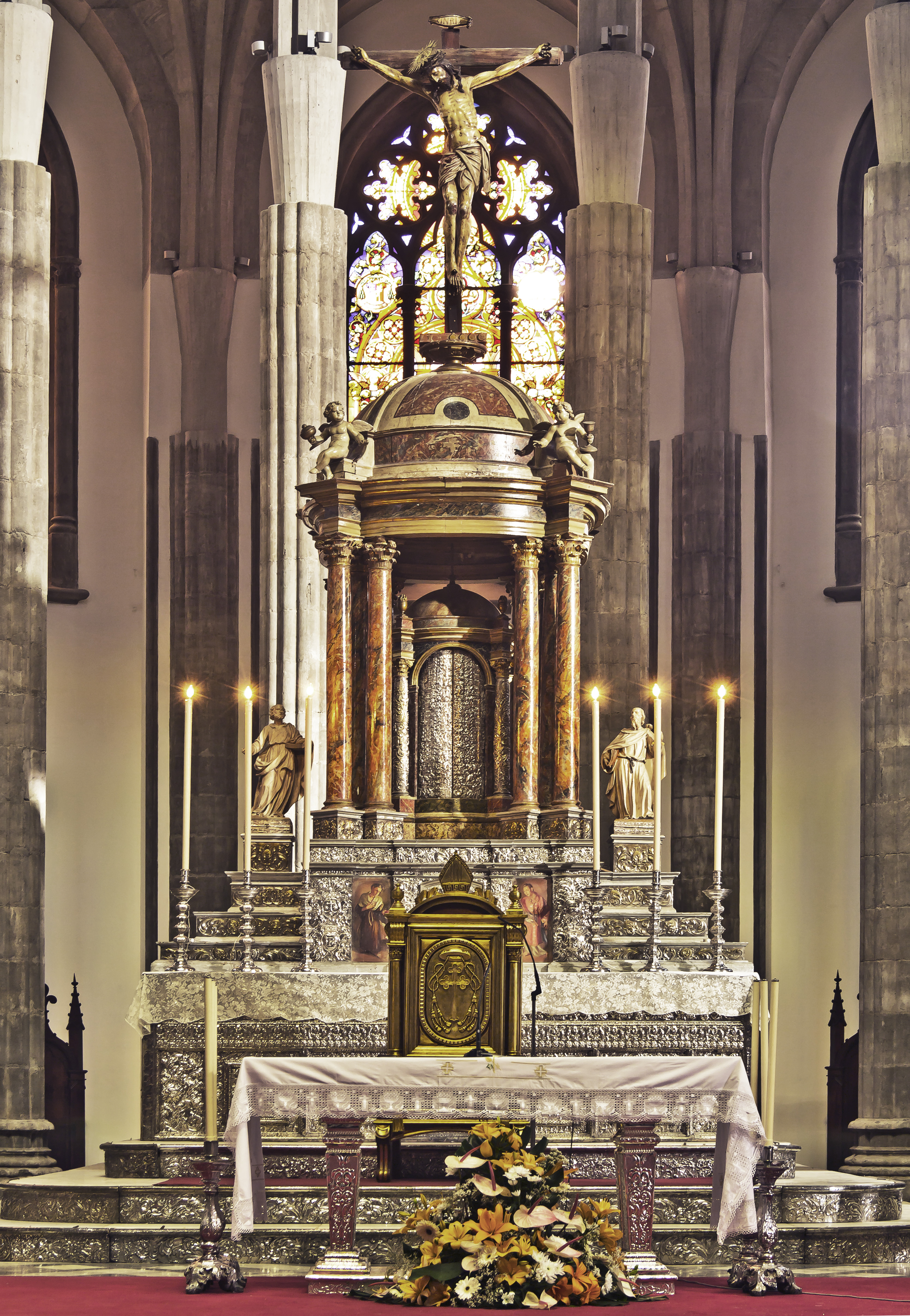
Tủ đựng bánh thánh của bàn thờ chính